# T-15 Armata
Ne doit pas être confondu avec T15.
 (février 2022).
Si vous disposez d'ouvrages ou d'articles de référence ou si vous connaissez des sites web de qualité traitant du thème abordé ici, merci de compléter l'article en donnant les références utiles à sa vérifiabilité et en les liant à la section « Notes et références ».
Le T-15 (appellation d'usine Objet 149) est un véhicule de combat d'infanterie lourd, russe. Il est construit sur un châssis Armata « retourné » de char de combat T-14. Présenté au public pour la première fois lors du Défilé du Jour de la Victoire 2015, le T-15 a été conçu dans le but de remplacer, dans le futur, les véhicules de combat d'infanterie BMP vieillissant.

## Galerie

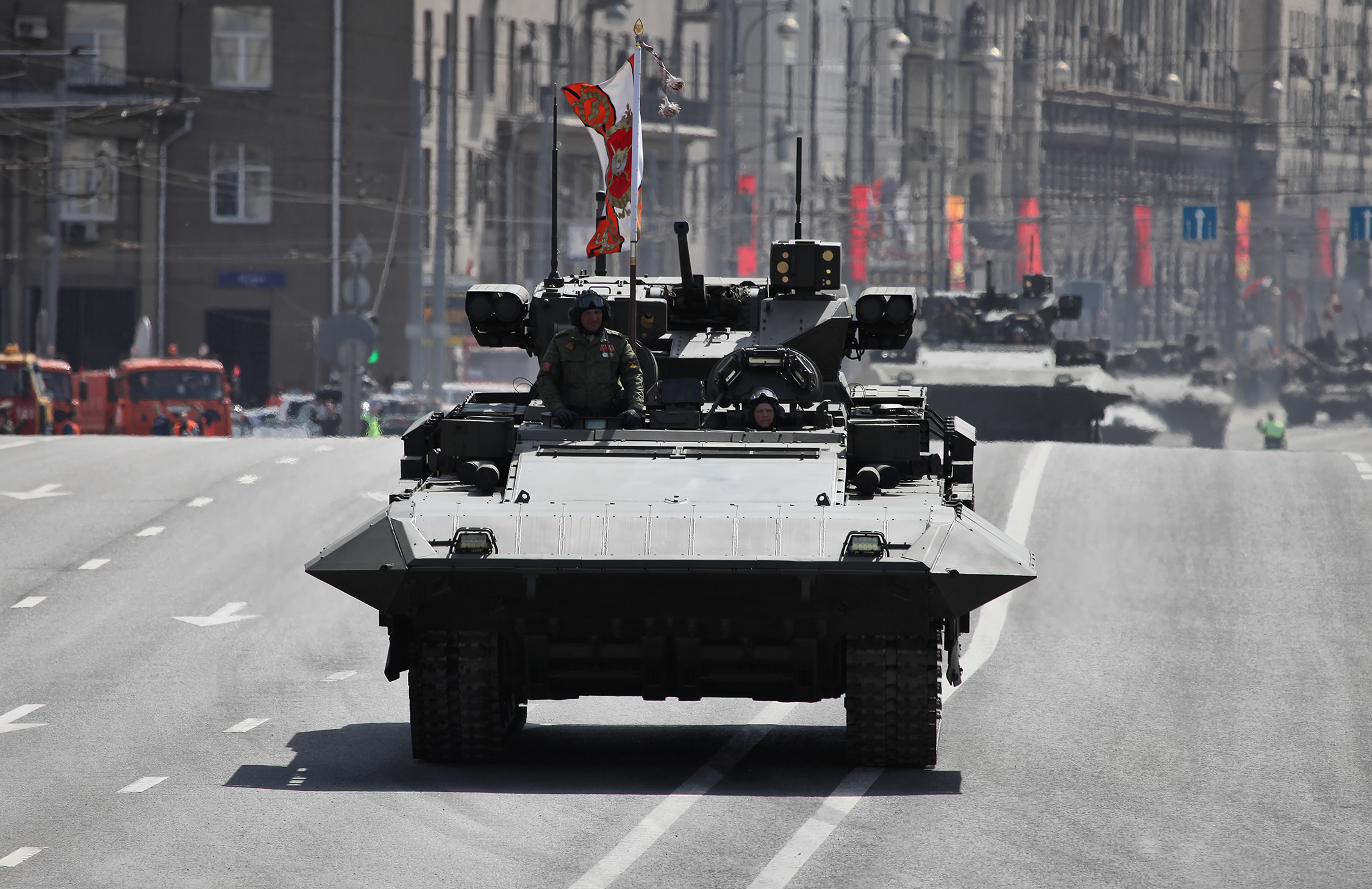
Vue de face du T-15.
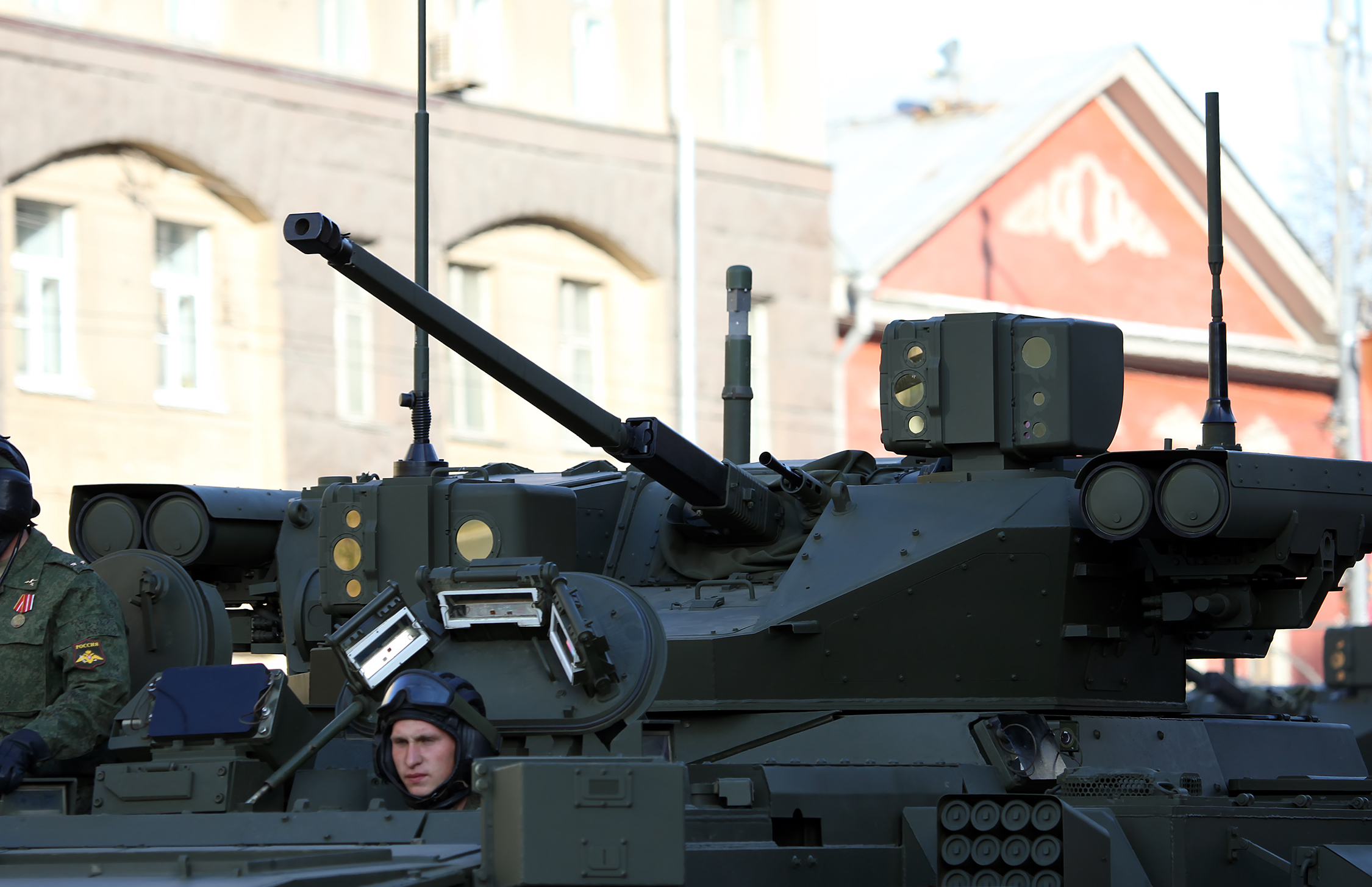
Gros plan sur la tourelle inhabitée Boomerang-BM.
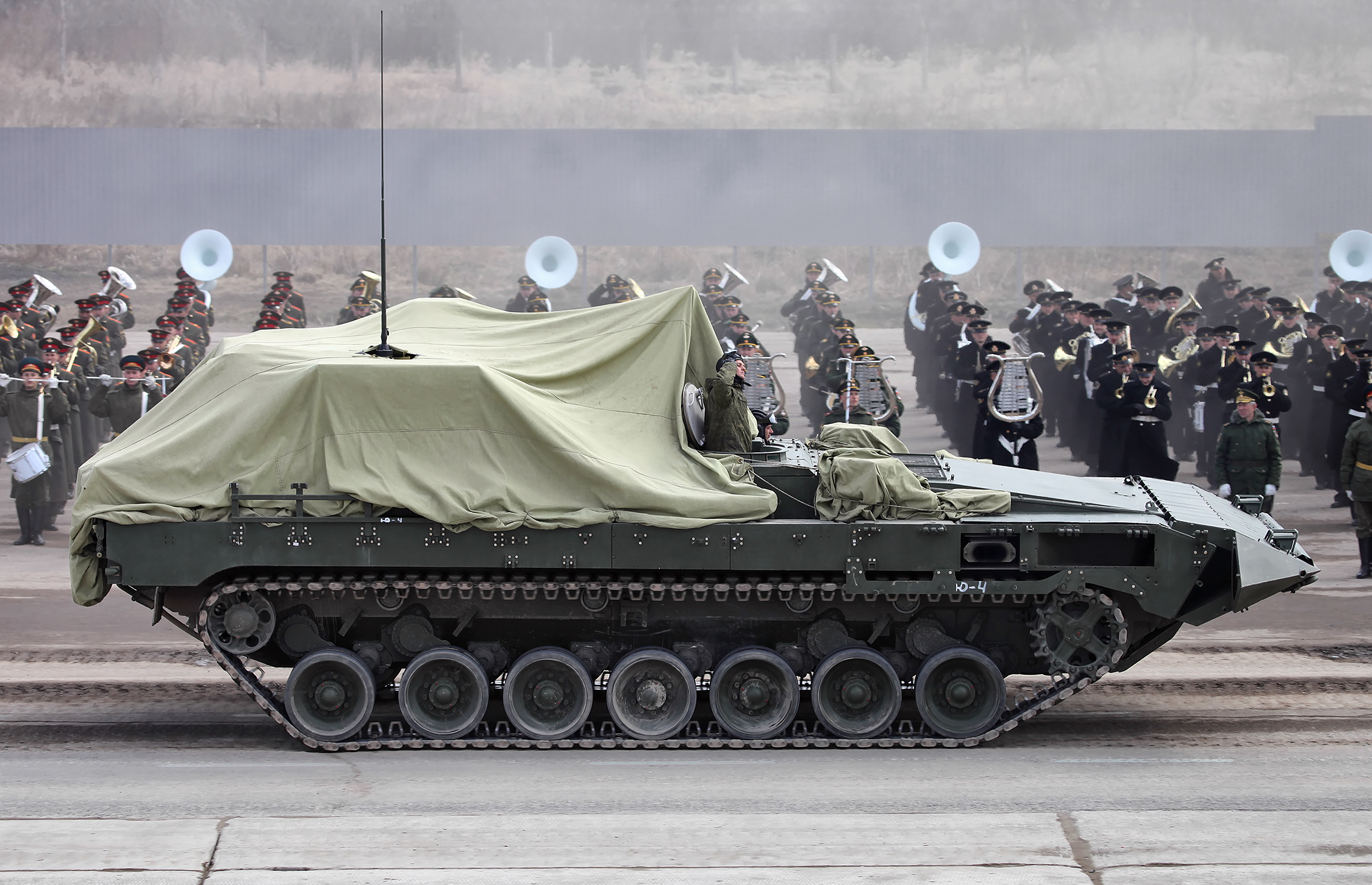
Le VCI T-15 reprend le train de roulement du char T-14.
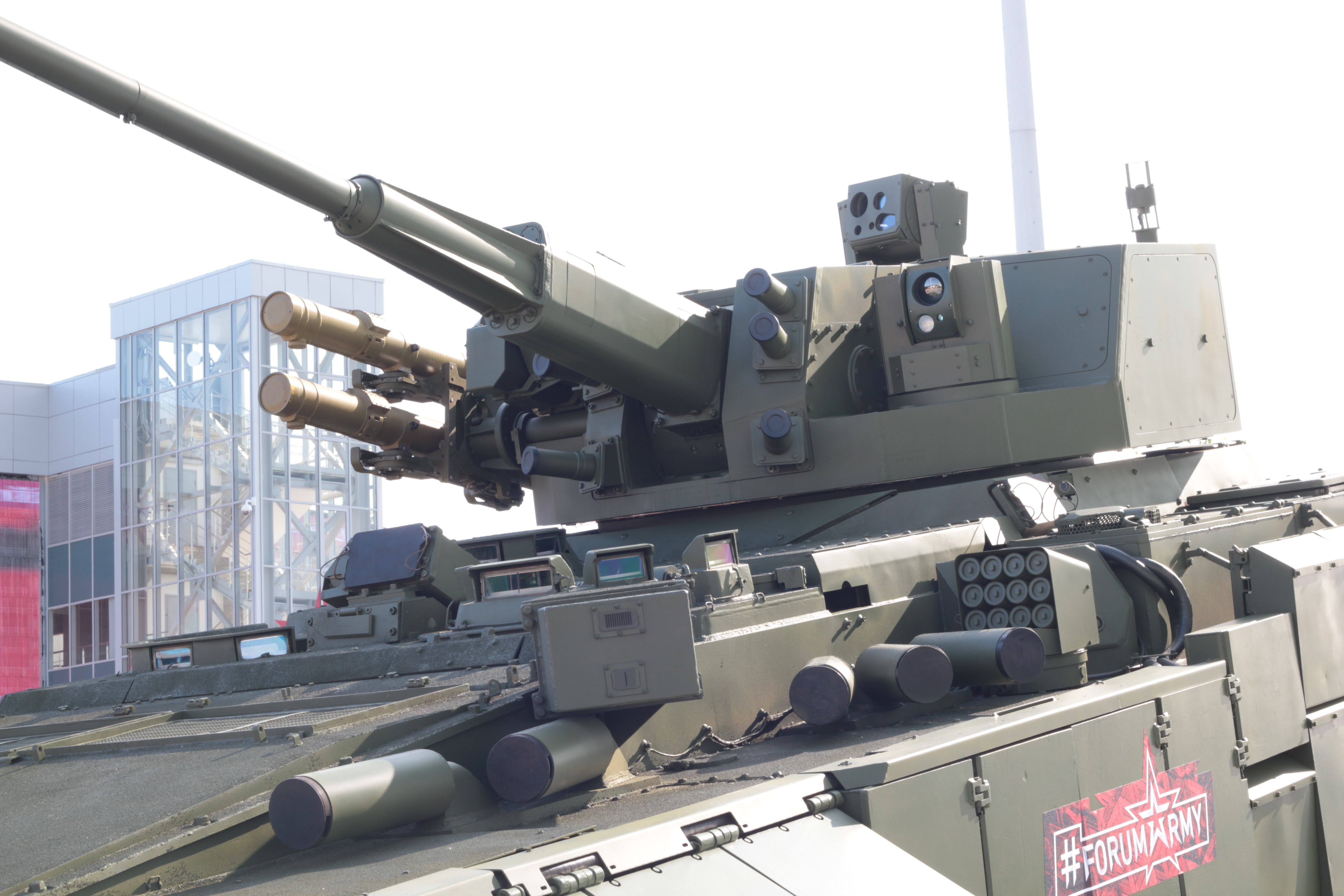
La tourelle inhabitée AU200M Baikal armée d'un canon à tir rapide 2A91 de 57 mm.